# Ivan Oliveira Cannabrava
Ivan Oliveira Cannabrava (* 23. Mai 1941 in Araguari im Bundesstaat Minas Gerais) ist ein ehemaliger brasilianischer Diplomat.

## Leben
Ivan Oliveira Cannabrava ist der Sohn von Sohn von Yonne de Olveira und Elpidio Vianna Cannabrava. Am 18. März 1963 bestand er den Curso Preparatório à Carreira Diplomática (CPCD) des Rio Branco-Institut.
Am 5. Februar 1965 wurde er zum Gesandtschaftssekretär dritter Klasse ernannt und am 3. April 1965 als Assistent der Abteilung Staatenbündnisse übernommen.
Nachdem Cannabrava am 2. Juli 1967 als Gesandtschaftssekretär nach Bonn versetzt worden war, wurde er mit Wirkung zum 31. Dezember 1967 zum Gesandtschaftssekretär zweiter Klasse befördert. Am 5. März 1970 folgte seine Versetzung nach Asunción, wo er mit Wirkung zum 1. Januar 1973 zum Gesandtschaftssekretär erster Klasse befördert wurde.
Es folgte am 7. Juli 1979 Cannabravas Versetzung nach Washington, D.C., wo er mit Wirkung vom 16. Juni 1982 zum Gesandtschaftsrat befördert wurde. In dieser Funktion wurde er am 5. Januar 1983 nach Ankara versetzt, wo er bis zum 10. Januar 1989 blieb. Anschließend erhielt er die Berufung als Botschafter, zunächst bis zum 4. Mai 1991 in Luanda, dann bis zum 3. Juli 1995 in Tel Aviv, von 8. Mai  2001 bis 28. Juni 2005 in Tokio, von 17. August 2005 bis 18. Juni 2008 in Mexiko-Stadt sowie Belmopan und schließlich von 18. Juni 2008 bis zum 19. Januar 2012 in Brüssel.
| Vorgänger                                        | Amt                                                                           | Nachfolger                                        |
| ------------------------------------------------ | ----------------------------------------------------------------------------- | ------------------------------------------------- |
| Rodolpho Godoy de Souza Dantas                   | brasilianischer Botschafter in Luanda 10. Januar 1989 bis 4. Mai 1991         | Celso Lafer                                       |
| Asdrúbal Pinto de Ulysséa                        | brasilianischer Botschafter in Tel Aviv 4. Mai 1991 bis 3. Juli 1995          | Pedro Paulo Pinto Assumpção                       |
| Fernando Guimarães Reis                          | brasilianischer Botschafter in Tokio 8. Mai 2001 bis 28. Juni 2005            | André Mattoso Maia Amado                          |
| Francisco de Paula de Almeida Nogueira Junqueira | brasilianischer Botschafter in Mexiko-Stadt 17. August 2005 bis 18. Juni 2008 | Sérgio Augusto de Abreu e Lima Florêncio Sobrinho |
| Jerônimo Moscardo                                | brasilianischer Botschafter in Brüssel 18. Juni 2008 bis 19. Januar 2012      | André Mattoso Maia Amado                          |